# Маркове (Краматорський район)
Ма́ркове — село Костянтинівської міської громади Краматорського району Донецької області, України.

## Загальні відомості
Селом протікає річка Біленька II.
Відстань до центру громади становить близько 19 км і проходить автошляхом місцевого значення. Землі Маркового межують із територією села Григорівка Бахмутського району Донецької області.
Селом пролягає автошлях О0521 (Костянтинівка — Маркове).

## Історія
Сучасне село складається з двох колишніх хуторів – Маркового та Модестівки.
Перше поселення на місці Модестівки вперше фігурує на мапі від 1896 року. Хутір утворився на лівому березі річки Біленької, неподалік місця, де в неї впадає балка Сухий Яр.
Хутір Маркове вперше з’являється на картографічній продукції від 1928 року. Першою згадкою є відомості від 1926 року.
Згідно історичної довідки села, його історія розпочалася в період столипінської аграрної реформи. Організаторами хутора Маркове стали колишні робітники Торецького сталеливарного і механічного заводу бельгійського акціонерного товариства та Дружківського заводу Донецького товариства залізоробного та сталеливарного виробництв, які за активну участь у революції 1905 року, були засуджені та внесені до “чорного списку” і не приймались на роботу жодним працедавцем. Залишившись без засобів існування, близько двох десятків робітників 1907 року звернулися до селянського поземельного банку та придбали у кредит на 55 років 60 наділів землі, заснувавши земельне товариство на землях поміщика Плещеєва Федора Івановича.
Саме 1907 і став роком заснування поселення.
З початком радянської окупації до новоствореної Марківської сільської ради, згідно відомостей 1926 року, увійшли хутори: Маркове, Майський, Модестівка, Ново-Марківський, Ново-Миколаївський та колонія Федорівка.
На хуторі Маркове того року проживало 338 осіб (179 чоловіків та 159 жінок). Всі мешканці значаться як українці. На хуторі Модестівка проживало 233 мешканця (107 чоловіків та 126 жінок). Усі також українці.
Згідно відомостей 1936 року до Марківської сільради входили: село Маркове; хутори Бугаївка, Модестівка, Ново-Марківка, Ново-Миколаївка та колонія Федорівка.
На картографічній продукції хутори Маркове та Модестівка значаться як окремі поселення від 1928 до 1954 року. Коли саме вони були об’єднані у село Маркове – невідомо.
1940 року колгосп мав 3 автомашини, 7 тракторів, 3 комбайни. Збільшилося поголів’я  худоби до 200 коней, 50 пар волів, 120 дійних корів, 200 телят, 600 овець, 70 свиней, 100 курей. Усі діти  навчалися у початковій школі, з’явилися спеціалісти з вищою та середньою освітою.
5 вересня 1943 року німецька окупація знову змінюється на радянську. Сільська школа у повоєнні роки, крім навчання та виховання дітей, проводила просвітницьку роботу серед дорослих мешканців села.
1950 року розпочалася широка перебудова села. До колгоспу «імені Сталіна», створеного на базі села Маркове, приєднали ще два господарства: «Червоний прапор» (село Білий Яр), та «імені Клари Цеткін» (село Федорівка).
Від 1953 року в школі започатковано 7-річне навчання, а від 1960 по 1996 рік – 8-річне.
8 січня 1960 року Марківську та Віролюбівську сільські ради об’єднують в одну Віролюбівську з центром у селі Віролюбівка.
У 1960-х роках село інтенсивно розбудовувалося: воно було електрифіковане, збудовано новий клуб на 250 місць, дитячий садок на 50 місць (нині – ДНЗ № 24 «Зайчик»), 2 спеціалізовані крамниці, відкрито поштове відділення та ощадну касу, почала працювати сільська бібліотека, яку 2016 року очолювала Наталя Музалева.
1961 році колгосп «імені Сталіна» було перейменовано на колгосп «Дружба». 1963 року колгосп мав 5000 гектарів землі, з яких збирав близько 3000 кілограмів зерна.
1 листопада 1965 року введенно в експлуатацію новозбудовану Марківську восьмирічну школу. Першим директором був Терещенко Михайло Єлисеєвич. У школі налічувалося 170 учнів і 14 учителів. Було 4 повних початкових класи від 13 до 28 учнів.
1987 року в селі був проведений новий водопровід. Голова колгоспу «Дружба» Олександр Михайлович Рудь та головний інженер Віктор Данилович Холін отримали дозвіл на газифікацію села. Великий вклад у газифікацію зробив Часівоярський вогнетривкий комбінат.  Головою колгоспу «Дружба» тоді був Павло Савелійович Бударєв, який також сприяв асфальтуванню доріг та заміні 80% сільгосптехніки та автопарку.
28 березня 1991 року рішенням президії обласної ради народних депутатів № 146 від 11 лютого 1991 року було створено Марківську сільську раду Костянтинівського району. Головою сільської ради обрали вчительку Наталю Миколаївну Сухомлину.
Пізніше до 2002 року сільську раду очолив Віктор Данилович Холін. За цей період було прокладено водопровід до фельдшерско-акушерского пункту та газифіковано будинок культури, який нині славиться вокальним ансамблем «Марковчанка». Велику увагу приділяли розвитку школи, директором якої була Антоніна Митрофанівна Мельникова. Школа стала повністю загальноосвітньою.
У 1995–1996 роках у Марковому збудували власну хлібопекарню, щоб забезпечити хлібом мешканців цього села та навколишніх населених пунктів. Очолював хлібопекарню Олександр Миколайович Стужений.
1998 року колгосп «Дружба» реорганізовано у КСП «Дружба», з’явилося перше фермерське господарство «Славутич». 1999 року розпайована колгоспна земля, перші 86 землевласників отримали державні акти на приватизацію землі.

## Освіта
У селі працює дитячий садок № 27 «Зайчик» та Марківська загальноосвітня школа І-ІІІ ступенів відділу освіти Костянтинівської райдержадміністрації.

## Населення
За даними перепису 2001 року населення села становило 413 осіб, із них 84,75 % зазначили рідною мову українську та 15,25 % — російську.